# Lacave (Lot)
Lacave è un comune francese di 294 abitanti situato nel dipartimento del Lot nella regione dell'Occitania.

## Società

### Evoluzione demografica
Abitanti censiti